# Mixosauridae
Famille
La famille des Mixosauridae regroupe des tétrapodes aquatiques de l'ordre des Ichthyosauria (du grec ιχθύς signifiant « poisson » et σαύρος signifiant « lézard »). C'est la famille la plus commune des ichtyosaures.

## Répartition
Les fossiles de Mixosauridae ont été trouvés dans de nombreux sites dans le monde : la Chine, Timor, Indonésie, Italie, Spitzberg, le Svalbard, au Canada, en Alaska, et le Nevada.

## Systématique
La famille a été décrite par le naturaliste américain Georg Baur en 1887. Le nom signifie "lézard mixte", et a été choisi parce qu'il semble avoir été une forme de transition entre les ichtyosaures en forme d'anguille tel que Cymbospondylus et les ichtyosaures en forme de dauphin. 

### Taxinomie
Liste des sous-familles :
- Mixosaurinae
- Phalarodontinae

Liste des genres :
- Barracudasauroides
- Barracudasaurus
- Contectopalatus
- Mixosaurus
- Phalarodon